# 500 Millas de Indianápolis de 2025
La 109.ª edición de las 500 Millas de Indianápolis se disputó el 25 de mayo de 2025 en el Indianapolis Motor Speedway, ubicado en Speedway, Indiana (Estados Unidos). Fue la sexta ronda de la temporada 2025 de IndyCar Series, además de ser el evento más importante de la categoría.
El piloto ruso-israelí Robert Shwartzman, debutante en la categoría IndyCar Series con el equipo Prema Racing, se convirtió en el poleman tras lograr la primera posición en la clasificación.
Shwartzman fue el primer novato en conseguir la pole en las 500 Millas de Indianápolis desde Teo Fabi en 1983, marcando un récord significativo en la historia de la competencia.
Álex Palou se convirtió en el primer piloto español en ganar las 500 millas de Indianápolis. Palou se destacó por su manejo sólido y una estrategia impecable que le permitió imponerse en un final reñido contra varios competidores experimentados. Su victoria representó un hito para el automovilismo español y reforzó su posición como una de las figuras más importantes de la IndyCar Series. 
El evento estuvo marcado por diversas interrupciones, incluyendo varios accidentes y una breve bandera roja debido a condiciones climáticas cambiantes, lo que obligó a los equipos a adaptar sus tácticas en boxes y la gestión de neumáticos. Además, la vuelta más rápida de la carrera fue registrada por Hélio Castroneves.
Las 500 Millas de Indianápolis 2025 contó con una gran cobertura internacional y una asistencia masiva en las gradas, consolidándose como uno de los eventos más esperados del calendario automovilístico mundial.

## Pilotos participantes
| Nº de auto | Piloto              | Equipo                                | Motor     |
| ---------- | ------------------- | ------------------------------------- | --------- |
| 2          | Josef Newgarden W   | Team Penske                           | Chevrolet |
| 3          | Scott McLaughlin    | Team Penske                           | Chevrolet |
| 4          | David Malukas       | A. J. Foyt Racing                     | Chevrolet |
| 5          | Pato O'Ward         | Arrow McLaren                         | Chevrolet |
| 6          | Nolan Siegel R      | Arrow McLaren                         | Chevrolet |
| 06         | Hélio Castroneves W | Meyer Shank Racing                    | Honda     |
| 7          | Christian Lundgaard | Arrow McLaren                         | Chevrolet |
| 8          | Kyffin Simpson      | Chip Ganassi Racing                   | Honda     |
| 9          | Scott Dixon W       | Chip Ganassi Racing                   | Honda     |
| 10         | Álex Palou          | Chip Ganassi Racing                   | Honda     |
| 12         | Will Power W        | Team Penske                           | Chevrolet |
| 14         | Santino Ferrucci    | A. J. Foyt Racing                     | Chevrolet |
| 15         | Graham Rahal        | Rahal Letterman Lanigan Racing        | Honda     |
| 17         | Kyle Larson         | Arrow McLaren w/ Hendrick Motorsports | Chevrolet |
| 18         | Rinus VeeKay        | Dale Coyne Racing                     | Honda     |
| 20         | Alexander Rossi W   | Ed Carpenter Racing                   | Chevrolet |
| 21         | Christian Rasmussen | Ed Carpenter Racing                   | Chevrolet |
| 23         | Ryan Hunter-Reay W  | DRR-Cusick Motorsports                | Chevrolet |
| 24         | Jack Harvey         | DRR-Cusick Motorsports                | Chevrolet |
| 26         | Colton Herta        | Andretti Global                       | Honda     |
| 27         | Kyle Kirkwood       | Andretti Global                       | Honda     |
| 28         | Marcus Ericsson W   | Andretti Global                       | Honda     |
| 30         | Devlin DeFrancesco  | Rahal Letterman Lanigan Racing        | Honda     |
| 33         | Ed Carpenter        | Ed Carpenter Racing                   | Chevrolet |
| 45         | Louis Foster R      | Rahal Letterman Lanigan Racing        | Honda     |
| 51         | Jacob Abel R        | Dale Coyne Racing                     | Honda     |
| 60         | Felix Rosenqvist    | Meyer Shank Racing                    | Honda     |
| 66         | Marcus Armstrong    | Meyer Shank Racing                    | Honda     |
| 75         | Takuma Sato W       | Rahal Letterman Lanigan Racing        | Honda     |
| 76         | Conor Daly          | Juncos Hollinger Racing               | Chevrolet |
| 77         | Sting Ray Robb      | Juncos Hollinger Racing               | Chevrolet |
| 83         | Robert Shwartzman R | Prema Racing                          | Chevrolet |
| 90         | Callum Ilott        | Prema Racing                          | Chevrolet |
| 98         | Marco Andretti      | Andretti Global                       | Honda     |

 W  Ganador previo de las 500 Millas de Indianápolis.  
 R  Novato de las 500 Millas de Indianápolis

## Parrilla de salida
| Row | Interior | Interior            | Medio | Medio               | Exterior | Exterior            |
| --- | -------- | ------------------- | ----- | ------------------- | -------- | ------------------- |
| 1   | 83       | Robert Shwartzman R | 75    | Takuma Sato W       | 5        | Pato O'Ward         |
| 2   | 9        | Scott Dixon W       | 60    | Felix Rosenqvist    | 10       | Álex Palou          |
| 3   | 4        | David Malukas       | 7     | Christian Lundgaard | 28       | Marcus Ericsson W   |
| 4   | 3        | Scott McLaughlin    | 76    | Conor Daly          | 20       | Alexander Rossi W   |
| 5   | 8        | Kyffin Simpson      | 33    | Ed Carpenter        | 14       | Santino Ferrucci    |
| 6   | 30       | Devlin DeFrancesco  | 77    | Sting Ray Robb      | 21       | Christian Rasmussen |
| 7   | 17       | Kyle Larson         | 45    | Louis Foster R      | 90       | Callum Ilott        |
| 8   | 06       | Hélio Castroneves W | 27    | Kyle Kirkwood       | 6        | Nolan Siegel R      |
| 9   | 23       | Ryan Hunter-Reay W  | 24    | Jack Harvey         | 26       | Colton Herta        |
| 10  | 15       | Graham Rahal        | 98    | Marco Andretti      | 66       | Marcus Armstrong    |
| 11  | 18       | Rinus VeeKay        | 2     | Josef Newgarden W   | 12       | Will Power W        |

Los autos de la escudería Team Penske de los pilotos Josef Newgarden y Will Power fueron removidos de los puestos 11° y 12° a los puestos 32° y 33°  de la parrilla de salida respectivamente, debido a infracciones técnicas durante la clasificación para el Top 12.
     Novato de las 500 Millas de Indianápolis
     Ganador previo de las 500 Millas de Indianápolis.
No logró clasificar
| No. | Piloto       | Equipo            | Razón                                                                     |
| --- | ------------ | ----------------- | ------------------------------------------------------------------------- |
| 51  | Jacob Abel R | Dale Coyne Racing | No logró clasificar a la carrera después de quedar cuarto en el Bump Day. |

## Calendario
| Fecha      | Sesión                                          |
| ---------- | ----------------------------------------------- |
| 13 de mayo | Práctica 1                                      |
| 14 de mayo | Práctica 3                                      |
| 15 de mayo | Práctica 4                                      |
| 16 de mayo | Fast Friday                                     |
| 17 de mayo | Práctica 6                                      |
| 17 de mayo | Clasificación Día 1                             |
| 18 de mayo | Práctica 7                                      |
| 18 de mayo | Clasificación Día 2                             |
| 19 de mayo | Práctica 8                                      |
| 23 de mayo | Carb Day                                        |
| 23 de mayo | Pit Stop Competition                            |
| 25 de mayo | 109.ª edición de las 500 Millas de Indianápolis |
| Fuente:    |                                                 |

## Resultados De Carrera
Álex Palou ganó la carrera, conformando el podio junto con David Malukas y Patricio O'Ward respectivamente.
Al finalizar la carrera se aplicaron sanciones postcarrera a los pilotos Marcus Ericsson, Kyle Kirkwood y Callum Ilott debido a que no pasaron la inspección técnica posterior a la carrera. Esto provocó que otros pilotos ganarán posiciones finales.
| Pos. | N.ºde auto | Piloto              | Escudería                             | Motor     | Vueltas | Tiempo/Retirado | Parrilla de salida | Puntos |
| ---- | ---------- | ------------------- | ------------------------------------- | --------- | ------- | --------------- | ------------------ | ------ |
| 1    | 10         | Álex Palou          | Chip Ganassi Racing                   | Honda     | 200     | 02:57:38.2965   | 6                  | 58     |
| 2    | 4          | David Malukas       | A.J. Foyt Enterprises                 | Honda     | 200     | +1.1426         | 7                  | 47     |
| 3    | 5          | Patricio O'Ward     | Arrow McLaren                         | Chevrolet | 200     | +2.1327         | 4                  | 46     |
| 4    | 60         | Felix Rosenqvist    | Meyer Shank Racing                    | Honda     | 200     | +2.9464         | 5                  | 40     |
| 5    | 14         | Santino Ferrucci    | A.J. Foyt Enterprises                 | Chevrolet | 200     | +4.9902         | 15                 | 30     |
| 6    | 21         | Christian Rasmussen | Ed Carpenter Racing                   | Chevrolet | 200     | +6.0274         | 18                 | 29     |
| 7    | 7          | Christian Lundgaard | Arrow McLaren                         | Chevrolet | 200     | +9.2592         | 8                  | 31     |
| 8    | 76         | Conor Daly          | Juncos Hollinger Racing               | Chevrolet | 200     | +13.3125        | 11                 | 25     |
| 9    | 75         | Takuma Satō W       | Rahal Letterman Lanigan Racing        | Honda     | 200     | +16.9157        | 2                  | 36     |
| 10   | 06         | Hélio Castroneves W | Meyer Shank Racing                    | Honda     | 200     | +59.6118        | 22                 | 20     |
| 11   | 30         | Devlin DeFrancesco  | Rahal Letterman Lanigan Racing        | Honda     | 200     | +1'02.1039      | 16                 | 20     |
| 12   | 45         | Louis Foster R      | Rahal Letterman Lanigan Racing        | Honda     | 200     | +1'03.0004      | 20                 | 18     |
| 13   | 6          | Nolan Siegel R      | Arrow McLaren                         | Chevrolet | 199     | +1 vuelta       | 24                 | 17     |
| 14   | 26         | Colton Herta        | Andretti Global                       | Honda     | 199     | +1 vuelta       | 27                 | 16     |
| 15   | 33         | Ed Carpenter        | Ed Carpenter Racing                   | Chevrolet | 199     | +1 vuelta       | 14                 | 16     |
| 16   | 12         | Will Power W        | Team Penske                           | Chevrolet | 199     | +1 vuelta       | 33                 | 14     |
| 17   | 15         | Graham Rahal        | Rahal Letterman Lanigan Racing        | Honda     | 199     | +1 vuelta       | 28                 | 13     |
| 18   | 66         | Marcus Armstrong    | Meyer Shank Racing                    | Honda     | 198     | +2 vueltas      | 30                 | 12     |
| 19   | 24         | Jack Harvey         | DRR-Cusick Motorsports                | Chevrolet | 198     | +2 vueltas      | 26                 | 12     |
| 20   | 9          | Scott Dixon W       | Chip Ganassi Racing                   | Honda     | 197     | +3 vueltas      | 4                  | 19     |
| 21   | 23         | Ryan Hunter-Reay W  | DRR-Cusick Motorsports                | Chevrolet | 171     | Mecánico        | 25                 | 10     |
| 22   | 2          | Josef Newgarden W   | Team Penske                           | Chevrolet | 135     | Mecánico        | 32                 | 8      |
| 23   | 77         | Sting Ray Robb      | Juncos Hollinger Racing               | Chevrolet | 91      | Contacto        | 17                 | 7      |
| 24   | 17         | Kyle Larson         | Arrow McLaren w/ Hendrick Motorsports | Chevrolet | 91      | Contacto        | 19                 | 6      |
| 25   | 8          | Kyffin Simpson      | Chip Ganassi Racing                   | Honda     | 91      | Contacto        | 13                 | 5      |
| 26   | 83         | Robert Shwartzman R | Prema Racing                          | Chevrolet | 87      | Contacto        | 1                  | 18     |
| 27   | 18         | Rinus VeeKay        | Dale Coyne Racing                     | Honda     | 81      | Contacto        | 31                 | 5      |
| 28   | 20         | Alexander Rossi W   | Ed Carpenter Racing                   | Chevrolet | 73      | Mecánico        | 12                 | 6      |
| 29   | 98         | Marco Andretti      | Andretti Global                       | Honda     | 4       | Contacto        | 29                 | 5      |
| 30   | 3          | Scott McLaughlin    | Team Penske                           | Chevrolet | 0       | Contacto        | 10                 | 8      |
| 31   | 28         | Marcus Ericsson W   | Andretti Global                       | Honda     | 200     | +0.6822         | 9                  | 9      |
| 32   | 27         | Kyle Kirkwood       | Andretti Global                       | Honda     | 200     | +3.9822         | 23                 | 5      |
| 33   | 90         | Callum Ilott        | Prema Racing                          | Chevrolet | 200     | +21.3918        | 21                 | 5      |

Fuente: IndyCar Series.
     Novato de las 500 Millas de Indianápolis
     Ganador previo de las 500 Millas de Indianápolis.